# Houma (Louisiana)
Houma is een plaats (city) in de Amerikaanse staat Louisiana, en valt bestuurlijk gezien onder Terrebonne Parish.

## Bezienswaardigheden
- Southdown Plantation and Museum: het oorspronkelijke hoofdgebouw en slavenverblijven uit 1858 van een suikerrietplantage met authentiek meubilair en collecties rond de oorspronkelijke bewoners en rond Mardi Gras.
- Bayou Terrebonne Waterlife Museum
- Sint-Franciscus van Saleskathedraal, co-kathedraal van het rooms-katholieke bisdom Houma-Thibodaux.

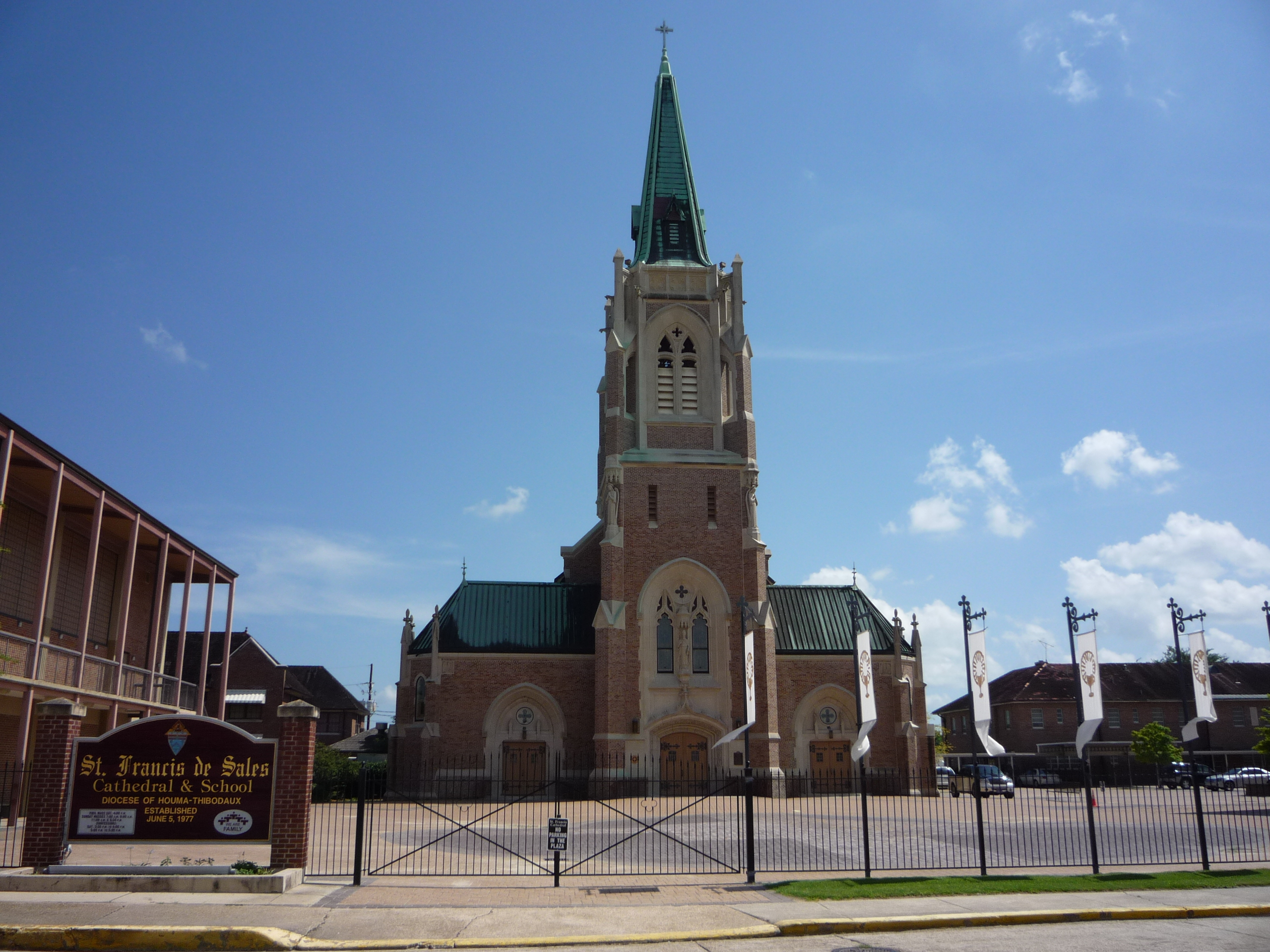
Kathedraal

## Demografie
Bij de volkstelling in 2000 werd het aantal inwoners vastgesteld op 32.393.
In 2006 is het aantal inwoners door het United States Census Bureau geschat op 32.657, een stijging van 264 (0.8%). De United Houma Nation van oorspronkelijke bewoners heeft in Houma haar hoofdkwartier.

## Geografie
Volgens het United States Census Bureau beslaat de plaats een oppervlakte van
36,6 km², waarvan 36,3 km² land en 0,3 km² water. Houma ligt op ongeveer 1 m boven zeeniveau. De plaats wordt doorkruist door talrijke "bayous" en kanalen.

## Plaatsen in de nabije omgeving
De onderstaande figuur toont nabijgelegen plaatsen in een straal van 20 km rond Houma.

## Geboren
- Ron Escheté (1948), jazzgitarist
- Melissa Dettwiller (1977), bodybuilder
- Chloe Bridges (1991), actrice
- Quvenzhané Wallis (2003), actrice